# 大日本平和会
大日本平和会（だいにっぽんへいわかい）は、兵庫県神戸市を本拠地として活動した暴力団。この記事では前身である本多会についても記述する。本多会時代の1963年に山口組との間で第二次広島抗争を引き起こしている。指定暴力団に指定されていたが1997年の解散と同時に指定は失効した。

## 来歴

### 本多会

#### 1938年（昭和13年）の成立
神戸大嶋組の四天王の一人と言われた本多仁介が、1938年豪雨にみまわれた神戸の河川工事を行い本多組を立て1940年に大嶋組から独立、本多組を結成。本多組は倉庫業、湾岸荷役業をシノギとしており「ミナトの六人衆」と呼ばれるようになる。ダイエーの中内㓛会長も闇市で活動していた当時を回顧し、「本多さんは大親分だったですよ」と証言している。
二代目本多会の時代まで所属していた最後の若衆であった四国の竹形の逝去とで本多会を支えていた者達はほぼ生存しなくなった。本多仁介の関わったものは今や、倉庫会社、建設会社など、いわゆる堅気の企業としてしか残っていない。
直営企業の規模で比較しても、山口組の甲陽、本多会の神和の２社を比較しても規模からして本多会の偉大さがわかる。

#### 関西を山口組と二分
連絡事務所（本部）を神戸市兵庫区上沢通1丁目1番地、電話（6）4297～4298で昭和25年、花興行を行ったことを契機として本多会を結成。数千の子分がいた。大幹部の28人衆とよばれる猛者を統率し、彼らが四国、中国地方の子分を率いており、関西を山口組と二分した。1963年4月に第二次広島抗争が始まる。第二次広島抗争は、地元暴力団の打越会と山村組との間の抗争であるが、打越が山口組の舎弟となり、山村が本多会会長・本多仁介と兄弟盃を交わしていたことから、山口組・本多会間の代理戦争となった。猪野健治は児玉誉士夫の東亜同友会はこの両者の対立で失敗したとしている。1963年7月28日午後1時より、本多仁介は跡目を平田勝市に譲る。三宮のキャバレー新世紀で行われた代目披露には大野伴睦も演説をした上に原健三郎（後に衆議院議長）や2003年から2011年まで明石市長を務めた北口寛人の父である北口進市議ら政界関係者も多数参加した上に財界からも内田洋行社長をはじめ多数が駆けつけた。なお、飯干晃一「仁義なき戦い・決戦篇」第15章では1963年初頭での傘下人員数が山口組9450人、本多会が4090人だが、地元兵庫県に限っては山口組1359人、本多会1823人と逆転していると記されている。

#### 本多仁介
本多初代は大勢の子分を抱えただけに、人一倍情誼に厚く渡世の親分としては政治的な考えのできない不器用な人物であり、財産も人のために多くを散じたというが関西を代表する大侠客であるとの評価は高い。浅野大助が殺された事件の顛末はその性格を現している。浅野は名古屋で本多の旗を守っていたが喧嘩で殺される。暴れん坊だけに目にかけてきた浅野の死に本多初代の怒りを誰もが想像していた。高松弥太郎(梅津会の顧問格で九州きっての暴れん坊)でさえ抗争事件が起こると見ており神戸へ自重するように手紙を送っている。本多は自宅に来た仲裁人を上に上げると丁寧な挨拶の後で「条件があります」とだけいうと「指はいりません。坊主になって世間にでなくてもいい。この喧嘩でケジメを取らされ寂しい思いをしてこれからの渡世を送る人間がでないように、それだけをお願いします」といったという。。その後、実業の世界で大成功を収めている。
翌年5月には松葉会の会長であった藤田卯一郎と意気投合し兄弟分の盃を交わしている。

#### 本多会解散の経緯
平田勝市は就任後、山口組との対決姿勢を出したのは事実でありこれが組内に不協和音を起こしたともいわれるが、実態は不明となっている。「第一次頂上作戦」もあり1965年に解散するが、解散の真意は側近であった前田勇（「新日本政治連盟」総帥）の著書にも書かれていない。

### 大日本平和会
本多会解散後、平田勝市は右翼団体としてアジア大日本平和会(後日、「大日本平和会」）を結成した。この反共活動に対しアメリカのジョン・フォスター・ダレスから感謝状が平田に渡されている。本多会の流れを汲む団体として、浅野会(名古屋)、親和会、勝浦会、平井組、松山の郷田会系列、木下会などが知られている。
平田勝市の実子である平田勝義が会長を継承してからは、山口組などに押され、勢力が伸び悩んだ。当時副会長を務め、大日本平和会の有力組織であった至誠会を率いる竹形剛などが必死に守り立てていたものの、竹形が1994年12月に死去し至誠会が後継を選べないままに解散してしまうと平和会もさらに勢力を減らし最終的には30人程度にまでなってしまう。そして1997年をもってついに解散。最後の会長であった平田勝義は病気療養のため引退した。傘下にあった各組織は、解散、あるいは山口組などの傘下となるなどした。

## 歴代会長
- 本多会初代：本多仁介
- 本多会二代目：平田勝市
- 大日本平和会初代：平田勝市
- 大日本平和会二代目：平田勝義 - 先代の実子。